# Glauco (figlio di Ippoloco)
Glauco (in greco antico: Γλαῦκος?) è una figura della mitologia greca, nipote di Bellerofonte.
Fu uno degli eroi della guerra di Troia. Nell'Iliade di Omero è descritto a capo dei guerrieri di Licia (alleata di Troia) con Sarpedonte, di cui era cugino: Glauco era infatti figlio dell'ultimogenito di Bellerofonte, Ippoloco. Egli viene descritto come giovane eroe valoroso e d'animo nobile, e attaccatissimo al cugino, nonostante la grande differenza di età (Sarpedonte era molto avanti negli anni quando partì per Troia).

## Mito

### Imprese in guerra
Come è detto nell'Iliade, Glauco in guerra si ritrovò faccia a faccia con Diomede ma, scoperto un antico legame di ospitalità, entrambi rifiutarono di battersi e si scambiarono dei doni: Glauco offrì a Diomede la sua armatura d'oro del valore di cento buoi ricevendo in cambio quella in bronzo di Diomede - meno preziosa ma più efficace in battaglia - che valeva nove buoi. L'episodio omerico di Glauco e Diomede, assieme a quello di Achille e Priamo, è uno dei più importanti per comprendere il concetto di ospitalità (filoxenia) presso gli antichi Greci.
Alla morte del cugino Sarpedonte, Glauco volle vendicarlo e incitò i capi troiani alla battaglia. Nel combattimento uccise un nemico: Baticle, figlio di Calcone, e abitante dell'Ellade.
Quando poi Patroclo venne ucciso da Ettore, Glauco combatté per impadronirsi della sua salma e inseguì Menelao e Aiace che tentavano di mettere in salvo il morto.

### La morte
Secondo diverse fonti, quando Achille cadde in battaglia, trafitto mortalmente da una freccia scagliata da Paride, Glauco cercò di impossessarsi del suo cadavere per spogliarlo delle armi. Sperando di uccidere qualche nemico, egli scagliò la lancia contro Aiace Telamonio, il quale proteggeva il corpo di Achille, ma essa riuscì solo a scalfire lo scudo, senza che gli penetrasse nella pelle.
Aiace, alla vista del nemico, lo rimbrottò con dure parole, ma Glauco non si lasciò intimorire. Ne scaturì un intenso duello, che ebbe fine quando Aiace colpì con una lancia Glauco, che rimase ucciso. 
Nel sesto libro dell'Eneide, Enea, sceso vivo agli inferi con l'aiuto della Sibilla, vi incontra le anime di alcuni troiani e loro alleati caduti in battaglia, e tra questi c'è anche Glauco.

## Omaggi
- Da Glauco prende il nome l'asteroide 1870 Glaukos.

## Vittime di Glauco
1. Ifinoo - Combattente acheo, figlio di Dessio.
2. Baticle - Valoroso guerriero mirmidone, figlio di Calcone.
3. Protoo - Comandante dei Magneti, figlio di Tendredone.[3]
4. Altri quattro guerrieri secondo le fabulae di Igino.